# Wettringen (Stadtlauringen)
Wettringen is een plaats in de Duitse gemeente Stadtlauringen, deelstaat Beieren, en telt 250 inwoners.